# グリーン郡 (バージニア州)
グリーン郡（英: Greene County）は、アメリカ合衆国バージニア州の中央部に位置する郡である。2010年国勢調査での人口は18,403人であり、2000年の15,244人から20.7%増加した。郡庁所在地はスタナーズビル町（人口367人）であり、同郡で唯一の法人化町でもある。
グリーン郡はシャーロッツビル大都市圏に属している。

## 歴史
グリーン郡は1838年にオレンジ郡から分離して設立された。郡名は、アメリカ独立戦争の英雄ナサニエル・グリーン将軍に因んで名付けられた。
1979年10月24日、天然ガスの本管が破裂し爆発を起こすという大事故が起きた。その後の火事で郡庁舎の鐘衝き堂や事務所ビルが破壊された。しかし、消防隊員が直ぐに駆けつけたことで貯蔵所に保管されていた郡の記録は救われた。

## 地理
アメリカ合衆国国勢調査局に拠れば、郡域全面積は156.25平方マイル (404.7 km2)であり、このうち陸地155.86平方マイル (403.7 km2)、水域は0.4平方マイル (1.0 km2)で水域率は0.25%である。

### 主要高規格道路
- アメリカ国道19号線
- アメリカ国道33号線
- バージニア州道230号線

### 隣接する郡
- ロッキンガム郡 - 西
- ペイジ郡 - 北西
- マディソン郡 - 北東
- オレンジ郡 - 南東
- アルベマール郡 - 南

### 国立保護地域
- シェナンドー国立公園（部分）

## 人口動態
以下は2010年国勢調査による人口統計データである。
| 基礎データ - 人口: 18,403人 - 世帯数: 6,780 世帯 - 家族数: 5,072 家族 - 人口密度: 38人/km2（118人/mi2） - 住居数: 7,509軒 - 住居密度: 15軒/km2（48軒/mi2） 人種別人口構成 - 白人: 87.6% - アフリカン・アメリカン: 6.3% - ネイティブ・アメリカン: 0.19% - アジア人: 0.45% - 太平洋諸島系: 0.2% - その他の人種: 0.64% - 混血: 2.2% - ヒスパニック・ラテン系: 4.2% - 年齢の中央値: 59歳 | 世帯と家族（対世帯数） - 18歳未満の子供がいる: 32.3% - 結婚・同居している夫婦: 59% - 未婚・離婚・死別女性が世帯主: 11.1% - 非家族世帯: 25.2% - 単身世帯: 20.1% - 65歳以上の老人1人暮らし: 6.6% - 平均構成人数 - 世帯: 2.69人 - 家族: 3.08人 収入と家計 - 収入の中央値 - 世帯: 54,307米ドル - 家族: 60,414米ドル - 人口1人あたり収入: 24,696米ドル - 貧困線以下 - 対人口: 8.4% - 対家族数: 4.9% - 18歳未満: 8.6% - 65歳以上: 11.8% |

## 町
- スタナーズビル - 郡庁所在地

### 国勢調査指定地域
- ラッカーズビル
- ツインレイクス

### 未編入の町
| - クインク - ダイク - アミカス - バーンズ - バートンビル | - ドーソンビル - ギア - ハニータウン - リディア - マクマレン | - ミッドウェイ - ニュートン - パーキー - クインク - セントジョージ | - シャディグローブ - シモンズギャップ - アッパーポコシン - ウィリアムズフォーク |